# Biflustra crenulata
Biflustra crenulata är en mossdjursart som först beskrevs av Okada 1923.  Biflustra crenulata ingår i släktet Biflustra och familjen Membraniporidae. Inga underarter finns listade i Catalogue of Life.